# Money Wheel
Money Wheel, ook wel Big Wheel of Het Rad van Fortuin genoemd, is een casinospel, dat gespeeld wordt met een groot rad. Het rad is verdeeld in meestal 52 sectoren, die van elkaar gescheiden worden door stalen pinnen. Boven hangt een lederen klepper, die de pinnen raakt als het rad wordt rondgedraaid. In elke sector is een symbool afgebeeld, dat correspondeert met een afbeelding op de speeltafel, waarop de spelers kunnen inzetten. Komt het rad tot stilstand op een afbeelding waar men op heeft ingezet, dan wint men. De winst varieert per afbeelding van eenmaal tot 45 keer de inzet. Vroeger werden in de Verenigde Staten op het rad dollarbiljetten afgebeeld van $1,-, $2,-, $5,-, $10,-, $20,- en $50,-. Als het biljet waarop men had ingezet won, won men voor iedere ingezette dollar eenmaal de waarde van dat biljet. Het nadeel voor de spelers is aanzienlijk op alle inzetten (meer dan 10%).
Amerikaanse roulette · Franse roulette · Black Jack · Poker · Caribbean Stud Poker · Pai Gow Poker · Sic Bo · Punto Banco / Baccarat · 
Craps · Money Wheel · Trente et Quarante